# 蒂申罗伊特县
蒂申罗伊特县（Landkreis Tirschenreuth）是德国巴伐利亚州的一个县，隶属于上普法尔茨行政区，首府蒂申罗伊特。

## 華語譯名
由於兩岸對於德國行政區「Landkreis」翻譯的不同，台灣稱為「蒂申羅伊特郡」；中國大陸稱為「蒂申罗伊特县」。

## 地理
蒂申罗伊特县北面与文西德尔县，东面与捷克的卡罗维发利州和比尔森州，南面与瓦尔德纳布河畔诺伊施塔特县，西面与拜罗伊特县相邻。